# Bruno Bianchi (zeiler)
Bruno Bianchi (Genoa, 2 mei 1904 – aldaar, 22 augustus 1988) was een Italiaanse zeiler die meedeed in de Olympische Zomerspelen van 1936 en 1948.
In 1936 was hij een lid van de Italiaanse boot Italia, die een gouden medaille won in de acht-meter klasse wedstrijd. In 1948 werd hij vijfde als lid van de Italiaanse boot Ausonia in de drakenklasse.